# Topomyia roslihashimi
Topomyia roslihashimi är en tvåvingeart som beskrevs av Ichiro Miyagi och Toma 2005. Topomyia roslihashimi ingår i släktet Topomyia och familjen stickmyggor. Inga underarter finns listade i Catalogue of Life.